# SPC삼립
SPC삼립(SPC三立, SPC Samlip Corporation)은 대한민국의 제빵 전문 식품회사로 본사는 경기도 시흥시 공단1대로 101(정왕동)에 있다. 
국민간식으로 인기있는 호빵, 크림빵 등으로 잘 알려진 SPC삼립은 코레일유통에서 판매하는 제빵업과 관련된 제분, 계란, 육가공 등의 분야로 사업을 다각화하는 한편 식품유통과 물류, 컨세션 사업 등의 신규사업을 확대하고 있으며 1977년 창업주 허창성의 장남 허영선에게 경영권이 넘어갔고, 허영선 회장은 1980년대와 1990년대 들어 회사의 주력 분야인 제빵 분야의 매출이 점차 줄어들자 리조트와 외식업 등 다양한 영역으로 사업을 확장했다.
하지만, 1997년 외환 위기를 맞아 부도를 내고 법정관리에 들어갔으며 1999년 국찐이빵이 대 히트를 쳤으나 과거의 영광을 누리지 못했다.
결국 1994년 출범한 태인샤니그룹 계열 샤니에 2002년 인수되었고, 샤니는 2004년 SPC그룹을 출범시켜 해당 기업(당시 삼립식품)의 역사까지 승계했다.
한편, 기린과의 제휴를 통해 영남시장에서 기린이 삼립빵을 생산,판매토록 하면서 직접 진출을 미뤘으나 업체간의 경쟁이 치열해지자 1989년 1월 대구공장이 가동됐다.
아울러, 1972년 대일유업과 기술제휴를 맺었다가 1976년 6월 기술제휴가 종료되어 한국에서 철수한 퍼모스트 아이스크림을 1988년 4월 재상륙시켰으나 배스킨라빈스에 밀려 고전을 면치 못하자 1994년을 끝으로  한국에서 철수했다.

## 연혁
- 1945년 10월 28일 제과공장 상미당(賞美堂) 설립
- 1959년 3월 삼립제과공사 설립, 용산공장 가동 시작
- 1961년 10월 삼립산업 제과공사로 상호 변경 (비스켓류, 빵생산 개시)
- 1966년 4월 삼립산업 제빵공사로 상호 변경
- 1968년 6월 28일 삼립식품공업주식회사로 상호 변경
- 1969년 4월 구로구 가리봉동 산 67의 2에 신사옥 준공
- 1971년 10월 호빵 출시
- 1979년 5월 청주공장 준공
- 1989년 1월 대구공장 가동
- 1995년 1월 삼립식품공업(주)에서 (주)삼립G.F로 상호 변경
- 1995년 3월 시화공단 내 신공장 준공
- 1997년 3월 14일 (주)삼립G.F에서 (주)삼립식품으로 상호 변경
- 1997년 3월 15일 그간 해왔던 관광사업 등 무리한 사업확장으로 외환위기를 앞두고 부도를 맞고, 회사정리절차에 돌입했다.
- 1999년 2월 회사정리절차 종료를 하였고 기사회생으로 돌입했다.
- 1999년 3월 국찐이빵 출시
- 2002년 11월 25일 파리크라상 컨소시엄의 인수 확정
- 2004년 4월 1일 삽립 크림빵 출시
- 2006년 2월 고급 떡 프랜차이즈 '빚은' 사업 개시
- 2010년 2월 고급 떡 프랜차이즈 '빚은', 키자니아 서울 내 '떡집' 체험관 오픈
- 2011년 4월 (주)샤니와 영업양수도 계약 체결
- 2012년 12월 지배회사의 종속기업인 (주)밀다원 인수
- 2013년 7월 그릭슈바인(구 알프스식품) 인수
- 2014년 7월 주식회사 삼립GFS(현 SPC GFS) 분할설립
- 2015년 3월 삼립 리듬타는 꿀호떡 출시
- 2016년 10월 28일 (주)삼립식품에서 (주)SPC삼립으로 상호 변경
- 2016년 12월 1일 삼립 롤케익 출시
- 2018년 7월 3일 주식회사 밀다원, 에그팜, 그릭슈바인 흡수합병
- 2020년 9월 26일 토요일 일요일 통화 가능
- 2020년 10월 5일 그동안 단종되었던 삼립호빵 골드 재출시
- 2020년 11월 13일 삼립호빵 판매50주년 기념으로 서체글 선보여
- 2022년 3월 삼립 포켓몬 빵 재출시
- 2023년 11월 13일 이데일리TV 방송국 계약 확정

## 본점 및 지점 현황[7]
- 본점 : 경기도 시흥시 공단1대로 101 (정왕동)
- 신대방지점 : 서울특별시 동작구 신대방16다길 14 (신대방동)
- 성남지점 : 경기도 성남시 중원구 둔촌대로457번길 13 (상대원동)
- 부산지점 : 부산광역시 사상구 장인로 3 (감전동)
- 광주지점 : 광주광역시 광산구 하남산단5번로 67 (장덕동)
- 천안지점 : 충청남도 천안시 동남구 대흥로 239 (대흥동)
- 서초지점 : 서울특별시 서초구 강남대로 369 (서초동)
- 인천지점 : 인천광역시 미추홀구 석정로 339 (도화동)
- 대전지점 : 대전광역시 대덕구 신탄진로738번길 104 (신탄진동)
- 김천지점 : 경상북도 김천시 농소면 경부고속도로 193[8]

## 공장 현황
- 청주공장 : 충청북도 청주시 흥덕구 산단로 88 (송정동)
- 대구공장 : 대구광역시 달성군 논공읍 논공중앙로54길 7
- 충주공장 : 충청북도 충주시 주덕읍 주덕농공길 73
- 세종공장 : 세종특별자치시 금남면 진동길 15
- 서천공장 : 충청남도 서천군 종천면 종천공단길14번길 52
- 성남2공장 : 경기도 성남시 중원구 갈마치로244번길 15 (상대원동)

## 계열사
- SPC그룹
- 파리바게뜨
- 비알코리아
  - 배스킨라빈스
  - 던킨 도너츠
- 샤니
- SPC GFS
- SPC캐피탈(2021년 1월 매각)[9]
- 파리크라상